# Tillandsia limarum
Tillandsia limarum är en gräsväxtart som beskrevs av Edmundo Pereira. Tillandsia limarum ingår i släktet Tillandsia och familjen Bromeliaceae. Inga underarter finns listade i Catalogue of Life.